# Зеда-Клдеети
Зеда-Клдеети (груз. ზედა კლდეეთი) — село в Зестафонском муниципалитете Грузии края Имеретия, неподалёку от древнего города Шорапани. Высота над уровнем моря 350 м, расстояние от г. Зестафони 7 км. По данным переписи населения 2014 года, проживающих в деревне 499 человек.
Вблизи этого села в 1942 году был раскопан фамильный некрополь грузинских военачальников ориентировочно II века до нашей эры. Среди находок — золотые украшения, геммы, серебряная и медная посуда, стекло, керамика, бронзовые фигурки животных.